# Sphaerodoridium balticum
Sphaerodoridium balticum – gatunek wieloszczeta z rzędu Phyllodocida i rodziny Sphaerodoridae. Zamieszkuje wody morskie i słonawe północnej części Europy. Wchodzi w skład zoobentosu. Bytuje w podłożu piaszczystym i mulistym.

## Taksonomia
Gatunek ten opisany został po raz pierwszy w 1933 roku przez Hansa Reimersa jako Sphaerodorum balticum. Jako miejsce typowe wskazano Morze Bałtyckie u wybrzeży Kilonii na głębokości 6–8 m. W 1961 roku Jörgen Lützen przeniósł ten gatunek do rodzaju Sphaerodoridium, definiując go jako obejmujący formy o krótkim ciele. W 1971 roku Olga Hartman i Kristian Fauchald utworzyli nowy rodzaj Sphaerodoropsis. W 1974 roku Fauchald zdefiniował go jako obejmujący formy o krótkich ciałach, pozbawionych szypułek guzkach makroskopowych i złożonych szczecinkach, włączając doń S. baltica. W 2019 roku María Capa i inni zrewidowali systematykę Sphaerodoridae na podstawie danych morfologicznych i molekularnej analizy filogenetycznej, przenosząc omawiany gatunek do Sphaerodoridium. Według stanu na 2021 roku zmiany tej nie uwzględniono jeszcze w bazie World Polychaeta Database.

## Morfologia

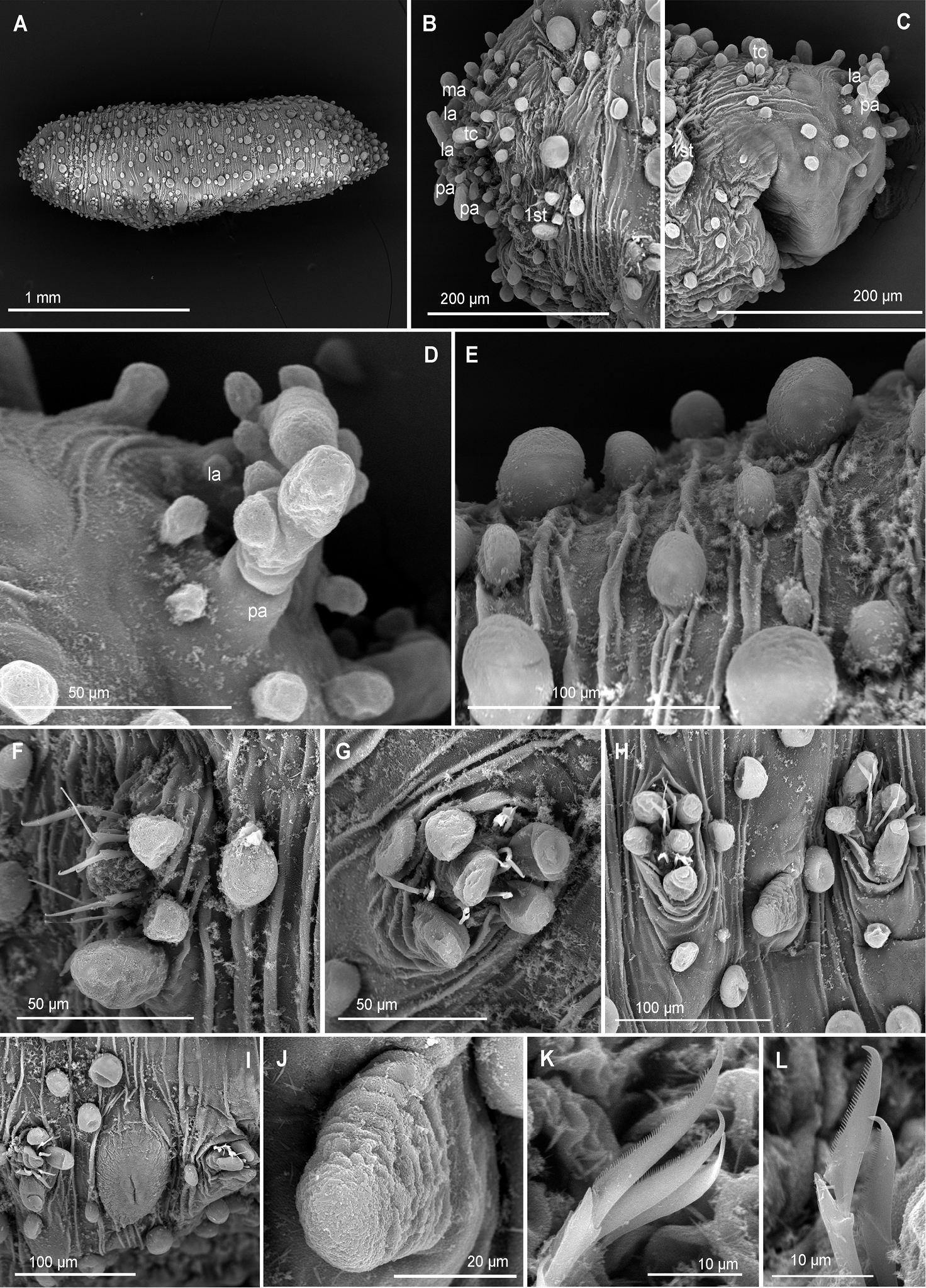
Morfologia gatunku. A: całe ciało, B: widok boczny głowy, C: na pierwszym planie głaszczki z ostrogami, na drugim czułki boczne, D: guzki makroskopowe na grzbiecie, E: parapodium pierwszego chetigeru, F: parapodium czwartego chetigeru, G: parapodia siódmego i ósmego chetigeru samca, H: gonopor między parapodiami siódmego i ósmego chetigeru samicy, I: narząd genitalny samca, J: szczecinka parapodium pierwszego chetigeru, K i L: szczecinki parapodiów środkowej części ciała

Wieloszczet o ciele stosunkowo krótkim i grubym, w zarysie owalnym, silnie zwężonym ku obu końcom. Osobniki dorosłe osiągają od 1,3 do 2,2 mm długości oraz około 0,5 mm szerokości. Ich ciało buduje od 10 do 18 segmentów zaopatrzonych szczecinki (chetigerów). Barwa ciała waha się od żółtej po brązową.
Prostomium jest zlane z pierwszym segmentem ciała w część głowową, słabo zaznaczone. Mogąca się wywracać na zewnątrz część gardzieli (ryjek) pozbawiona jest uzbrojenia. Wszystkie przydatki prostomium są dłuższe niż szerokie, o palcowatym kształcie i gładkiej powierzchni. Palcowate głaszczki i cztery czułki boczne są u podstawy zaopatrzone w trzy lub cztery papille lub ostrogi. Tak długi jak czułki boczne lub nieco od nich krótszy czułek środkowy pozbawiony jest ostróg. Pierwszy segment ciała zaopatrzony jest w papille i parę cirrusów mackowatych o budowie podobnej do czułka środkowego. Nie występują w części głowowej papille czułkowate. Po grzbietowej stronie części głowowej występuje para ciemnych, podskórnych oczu.
Segmenty ciała od drugiego chetigeru wzwyż mają po stronie grzbietowej po jednym poprzecznym rzędzie guzków makroskopowych, liczącym ich od 2 do 9. Guzki te ponadto układają się w 8 lub 9 rzędów podłużnych. Guzki makroskopowe są kuliste, gładkie, siedzące, pozbawione szypułek. Ponadto na każdym segmencie występują dodatkowe papille o kulistym kształcie po stronie grzbietowej rozmieszczone w dwóch lub trzech poprzecznych szeregach, a po stronie brzusznej w trzech poprzecznych szeregach. Na segmentach środkowej części ciała papillów tych po stronie grzbietowej jest około 20. Nie występują guzki mikroskopowe.
Parapodia są jednogałęziste, stożkowate, tak szerokie jak długie, począwszy od trzeciego segmentu ze szczecinkami (chetigeru) zaopatrzone w palcowate płaty acikularne, każdy z pojedynczą, prostą acikulą. Cirrusy wyrastające po brzusznych stronach parapodiów są palcowate i sięgają daleko poza płaty acikularne. Każde parapodium ma cztery kuliste papille parapodialne (dwa grzbietowe i dwa tylne) oraz trzy guzki końcowe (terminalne). Na parapodium znajduje się od 5 do 7 jednozębnych, delikatnie piłkowanych szczecin złożonych, których blaszki środkowe są od 5 do 8 razy dłuższe niż szerokie. Parapodia przednich segmentów ciała pozbawione są tęgich haczyków.
Pygidium zaopatrzone jest w parę zaokrąglonych, przypominających guzki makroskopowe cirrusów analnych oraz w palcowate papille analne położone pośrodkowo-brzusznie.

## Ekologia i występowanie
Gatunek ten wykazany został z Morza Bałtyckiego, cieśnin Sund i Kattegat, Morza Północnego, Morza Norweskiego i Morza Barentsa. W wodach polskiego Bałtyku stwierdzony został jednokrotnie w Głębi Bornholmskiej.
Larwami są trochofory wchodzące w skład zooplanktonu. Późniejsze stadia należą do zoobentosu. Żyją zagrzebane w osadach na dnie mórz. Wybierają podłoże piaszczyste lub muliste. W morzach spotykane są głównie na głębokości od 6 do 20 m, ale zamieszkują także wody słonawe.